# Vassa
Vassa (dal pāli vasso, sanscrito: varṣaḥ, ovvero "pioggia" - birmano waso; khmer: វស្សា o ព្រះវស្សា; lao: ພັນສາ pʰán sǎ o talora ວັດສາ wāt sǎ; thailandese: พรรษา, pansa o phansaa), nota anche come Ritiro Monsonico, è il ritiro spirituale che ogni anno, per la durata di tre mesi, è osservato dai monaci buddisti, particolarmente nella tradizione Theravada.
I tre mesi lunari in cui dura il Vassa corrispondono generalmente ai mesi solari da luglio a ottobre e sono caratterizzati, in India, dallo scatenarsi dei monsoni. Durante il Vassa, i monaci buddisti sono tenuti a non intraprendere viaggi e a fermarsi presso un monastero, un tempio o un romitaggio.
Presso i monasteri usualmente i monaci dedicano questo periodo a lunghe sessioni di meditazione. Talora i buddisti laici, gli upāsaka, durante il Vassa osservano alcuni voti, come l'astensione da carni, alcol o fumo.
Nei paesi di tradizione Theravada, e più in generale nel Sudest Asiatico, alla fine del Vassa segue la festa di Kathina, durante il quale i monaci sono ringraziati dai laici con offerte di cibo e vesti. Nei paesi di tradizione Mahāyāna questa festa è spesso assorbita dalla festa di Ullambana.
Il ritiro del Vassa è una tradizione ascritta al Buddha storico, volta ad impedire che i monaci, camminando negli acquitrini della pianura del Gange, inavvertitamente calpestassero insetti o danneggiassero i raccolti.